# De Legende van Uilenspiegel

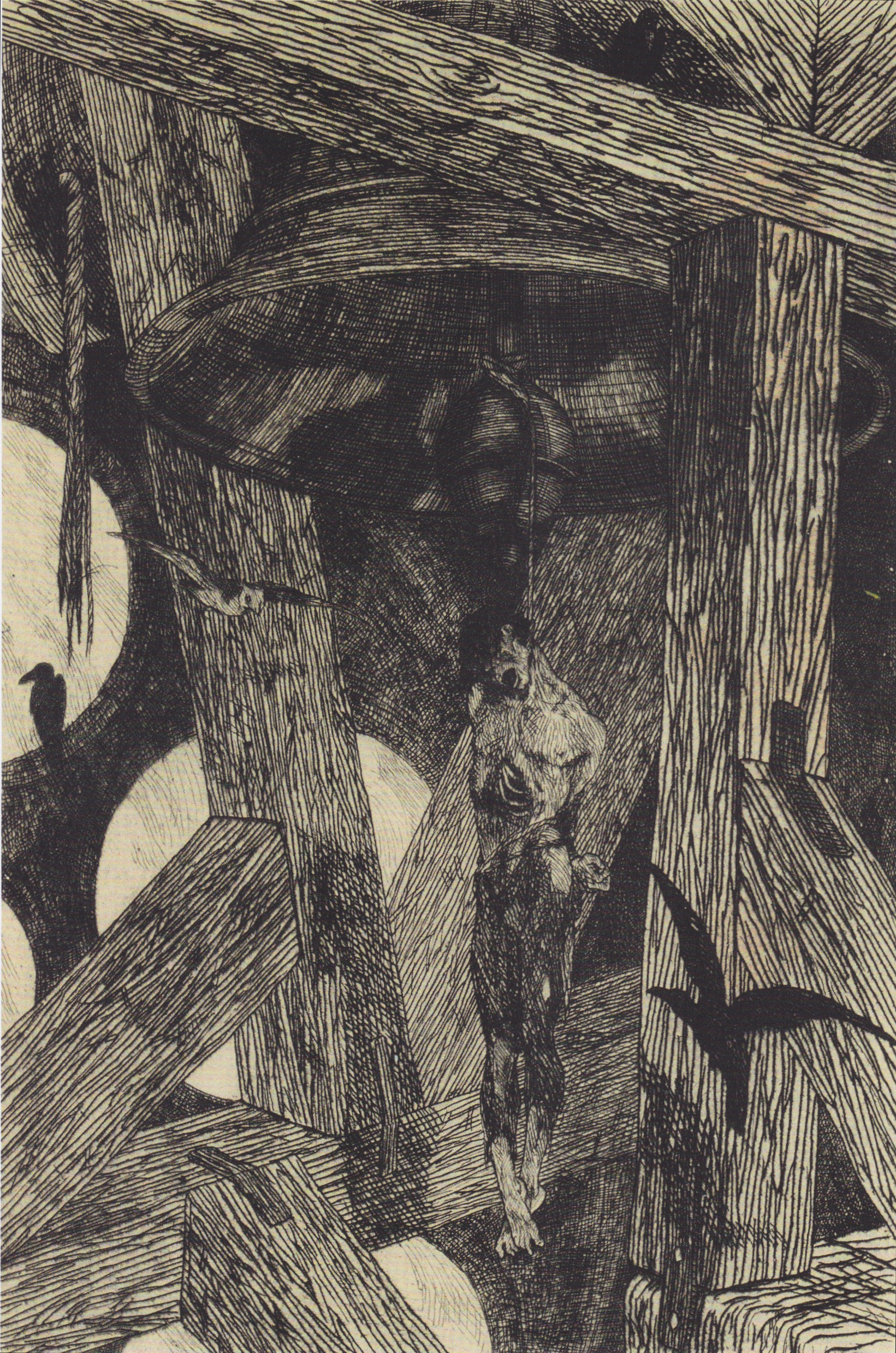
Félicien Rops, Et il fit pendre au battant de la cloche, celui qui avait sonné l'alarme (illustratie uit de eerste editie van 1867)

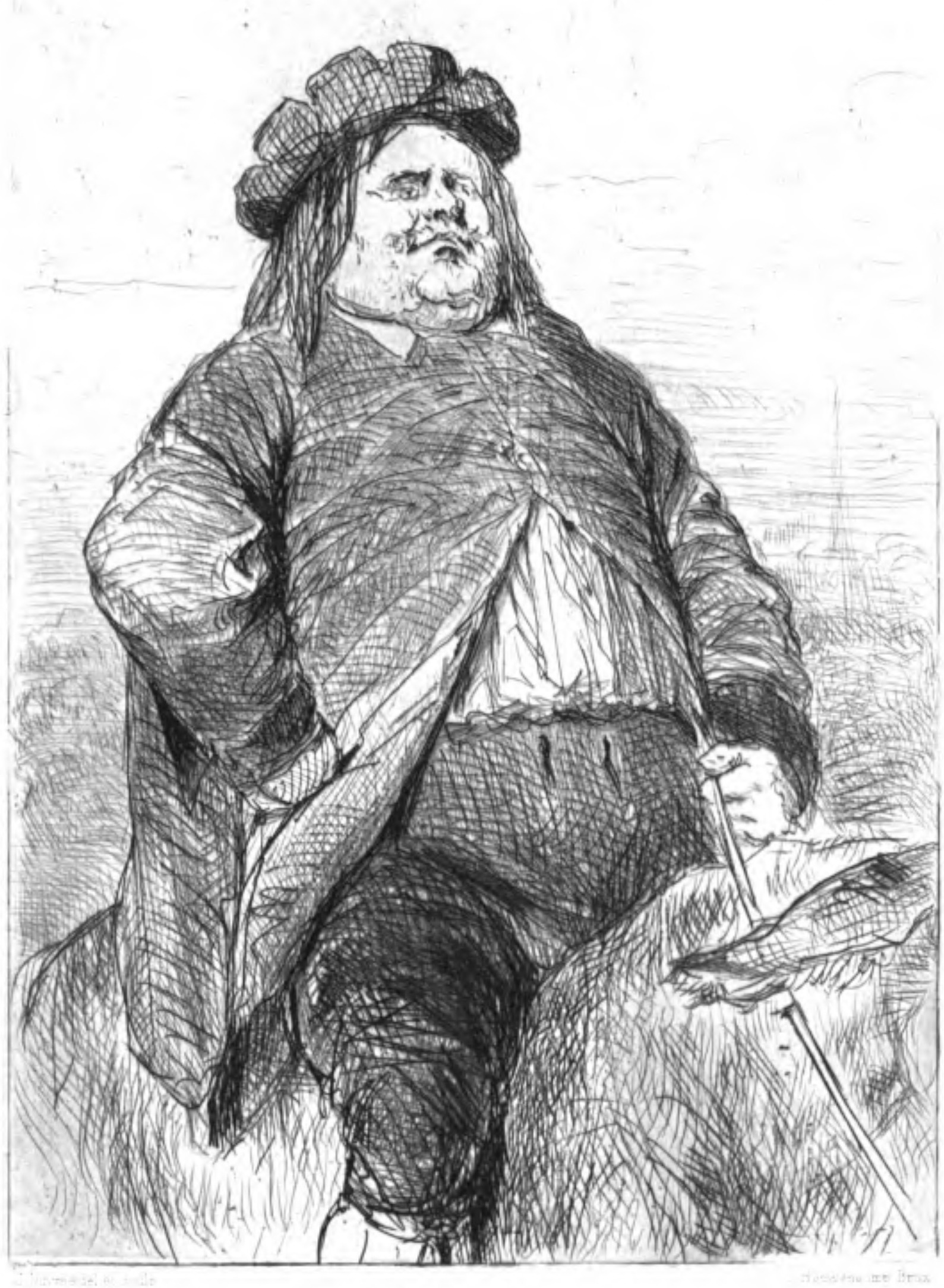
Lamme Goedzak (illustratie uit de tweede editie van 1869)

De legende en de heldhaftige, vrolijke en roemrijke avonturen van Uilenspiegel en Lamme Goedzak in het land van Vlaanderen en elders (oorspronkelijke Franse titel: La légende et les aventures héroiques, joyeuses et glorieuses d'Ulenspiegel et de Lamme Goedzak au pays de Flandres et ailleurs) is een historische roman uit 1867 van de Belgische Franstalige schrijver Charles De Coster.
De figuur van Tijl Uilenspiegel komt in veel middeleeuwse verhalen voor. De Coster geeft hem een heldhaftig karakter. Hij wordt een Vlaamse vrijheidsheld die vecht tegen de kerkelijke en de Spaanse heerschappij. Tussen de grollen door is hij uit op wraak tegen de machthebbers die de kleine man onderdrukken en kapot maken.

## Uitgaven en illustraties
De eerste editie van 1867 stond vol zetfouten en was verschenen zonder dat alle illustraties beschikbaar waren. Dit werd gecorrigeerd in een tweede editie (1869). Niettemin had de schrijver aanvankelijk geen succes met het boek. Daarvoor was zijn Uilenspiegel te veel een man van het volk, een grappenmaker en – naar 19e-eeuwse begrippen – een anarchist. Het is pas in de 20e eeuw dat het boek een groot internationaal succes kende met tientallen vertalingen. Vooral in de Sovjet-Unie werd de verzetsheld van De Coster populair, met vertalingen in elf landstalen in een oplage van twee miljoen exemplaren.
Het boek is meerdere keren in het Nederlands vertaald: Richard Delbecq en Johan Lefèvere (1896), August van Boeckxel (1943), Theun de Vries (1947), Willy Spillebeen (1984 en 1988), Chris van de Poel (1998) en Germain Ver Kempinck (2015). Walter van den Broeck kwam in 2022 met een vrije bewerking.
Verschillende rijkelijk geïllustreerde uitgaven zijn verschenen. Onder meer Frans Masereel (Wolff Verlag, 1926) en Amédée Lynen (Lamertin, 1914) onderscheidden zich in dit opzicht. De eerste editie uit 1867 was versierd met veertien platen van diverse artiesten, waaronder Félicien Rops. Voor de volgende druk twee jaar later waren er 32 etsen klaar. Het boek was doorheen de twintigste eeuw een magneet voor illustratoren, met onder meer Jules De Bruycker (1922), Flor De Raet (1950), Paul Klein (1964), Dmitry Bisti (1965), Vojtech Tittelbach (1962), Otto Tittelbaum (1967) en Lucien Fontanarosa (1969).

## Personages
- Tijl Uilenspiegel
- Claes: goedlachse, kloeke kolenboer en vader van Uilenspiegel
- Soetkin: vrouw van Claes en moeder van Uilenspiegel
- Nele: zoogzuster en geliefde van Uilenspiegel, die haar visionaire krachten erfde van haar moeder
- Katheline: goede toveres en moeder van Nele
- Lamme Goedzak: kompaan van Uilenspiegel (een creatie van De Coster)
- Calleken: vrome vrouw van Lamme

## De historische achtergrond
De Legende van Uilenspiegel is verdeeld in vijf boeken.
1. 1527-1559, onder keizer Karel V, vanaf de geboorte van Filips II van Spanje
2. 1559-1567, onder Margaretha van Parma
3. 1567-1571, onder de hertog van Alva, begin van de Nederlandse Opstand
4. 1571-1573, verder onder Alva
5. 1573-1584, met de Unie van Brussel (1576), de Unie van Utrecht (1579), de afzetting van de koning (1581) tot aan de moord op Willem van Oranje.

## De fictie
Uilenspiegel zou op dezelfde dag geboren zijn als Filips II: Twee kinderen zijn geboren, het ene in Spanje (Valladolid), het andere in Vlaanderen (Damme). Na een conflict met de geestelijkheid moet hij een boetereis naar Rome doen. Bij zijn thuiskomst vindt hij zijn vader Klaas op de brandstapel. Van dan af klopt de as van Klaas op zijn hart. Als de opstand begint, zijn Tijl en Lamme Goedzak er op veel plaatsen bij, zo onder andere bij de inname van Den Briel door de Geuzen. Daar probeert Tijl Lumey tevergeefs te verhinderen de martelaren van Gorcum terecht te stellen. Meer nog, zijn zoogzuster en geliefde Nele zal hem zelf van de galg in Dordrecht redden door met hem te trouwen. Zij gaan in Veere wonen in afwachting dat de vrijheidswind na zovele wrede beproevingen over hun land zou komen waaien.

## Politieke beschouwingen
- (over de vorsten) Karel en Filips zullen te paard door het leven rijden, kwaad stichten door veldslagen, knevelarijen en andere misdrijven. Er bestaat een akkoord tussen vorsten om elkaar bij te staan op de rug van het volk.
- (over de toekomst) Tussen België en Nederland zal hechte vriendschap zijn en een mooi verbond.

## Taal en stijl
Het boek is geschreven in een exuberant, archaïserend Frans, gelardeerd met Nederlandse termen (vaak als de maag gevuld wordt met dobbel-kuyt, heete-koeken, dobbele knollaert, koeckebacken, choesels, olie-koekjes) en tweetalige zinnetjes:
- 'T is van te beven de klinkaert. (Il est temps de faire grincer les verres.) (bordeelscène in Kortrijk)
- Slaet op den trommele van dirre dom deyne, Slaet op den trommele van dirre doum, doum. Battez le tambour! van dire dom deyne, Battez le tambour de guerre.
- Gros homme, disait Lamme, entrant en rage; je suis Lamme Goedzak, tu es Broer Dikzak, Vetzak, Leugenzak, Slokkenzak, Wulpszak, le frère grossac, sac à graisse, sac à mensonge, sac à empiffrement, sac à luxure.
- Met raedt / En daedt; / Met doodt / En bloodt. / Alliance de conseil / Et d'action, / De mort / Et de sang

## Waardering
- "Het is de Vlaamse Bijbel. [...] Het is gisteren, het is morgen, het is heel onze geschiedenis." (Camille Lemonnier)[3]
- "Het is het eerste boek waarin ons land zich terugvindt" (Emile Verhaeren)[4]
- "Het is sinds De Coster dat er een Belgische literatuur bestaat." (Maurice des Ombiaux)[5]
- "De Legende van Uilenspiegel heeft een nieuw vaderland gecreëerd. [...] Een arme, obscure journalist bouwde bijna onder onze ogen een monument dat rivaliseert met Don Quichot en Pantagruel." (Romain Rolland)

## Invloed en nawerking
George Van Raemdonck maakte in 1964 de tekststrip Tijl Uilenspiegel. Hugo Claus bewerkte het boek in 1965 voor toneel.
Joris Ivens en Gerard Philipe zorgden in 1956 voor een eerste verfilming, Les Aventures de Till L'Espiègle. In Rusland werd het boek in 1976 verfilmd onder de titel Legenda o Tile, in regie van Aleksandr Alov en Vladimir Naumov, met Lembit Ulfsak als Tijl en Natalia Belochvostikova als Nele.
Jan van Gilse schreef in 1940 n.a.v. de legende de opera Thijl met een libretto van Hendrik Lindt.

## Voetnoten
1. ↑  Volledige lijst van illustratoren: Louis Artan, Paul-Jean Clays, Charles de Groux, Adolf Dillens, Joseph Duwée, Félicien Rops, Rik Schaefels, Edmond De Schampheleer, Eugène Smits en Camille Van Camp.
2. ↑  Louis Artan, Léon Becker, Gustave Biot, Hippolyte Boulenger, P. J. Clays, Auguste Danse, Charles de Groux, Adolf Dillens, Joseph Duwée, Th. Fourmois, Alfred Hubert, L. Jaurgey, Paul Lauters, Félicien Rops, Henri Schaefels, Eugène Smits, E. de Schampheleer, Camille Van Camp, Guillaume Van Der Hecht en Paul Van Der Vin
3. ↑  Discours pour l'inauguration du monument élevé à Charles De Coster, à Ixelles, 1894
4. ↑  Les lettres françaises en Belgique, 1907
5. ↑  Les premiers romanciers nationaux de Belgique, 1919